# Antoñita La Singla
Antonia Singla Contreras,  más conocida por su apodo Antoñita “La Singla”, o simplemente La Singla, es una bailaora gitana y actriz española que nació en 1948 en el barrio de Somorrostro de la Barceloneta, en Barcelona. Aunque ella siempre ha aclarado que «sus abuelos eran gitanos catalanes del Rosellón y Perpiñán».

## Biografía

### Nacimiento e infancia
Pocos días después de su nacimiento, empezó a sufrir unos dolores muy fuertes. Fue llevada por su madre a diferentes médicos y, aunque ninguno lo pudo confirmar con exactitud, según parece, estos eran causados por una grave meningitis. En cualquier caso, el resultado de los dolores que padeció durante sus primeros meses de vida fue que la pequeña quedó sorda.
Sin embargo, su madre, Rosa, a cargo también de sus otros 6 hijos, decidió luchar por su hija y tras llevarla a infinidad de consultas médicas, todos coincidían en el diagnóstico: la niña era sorda. Tan solo uno de ellos le dio una única probabilidad, el Dr. Ramos, que le aseguró que si la pequeña tenía una remota posibilidad de hablar alguna vez, sería a partir de los 7 u 8 años, si no, debería perder la esperanza total y definitivamente. Efectivamente, a los 8 años Antoñita habló para la sorpresa de los vecinos del Somorrostro, quienes la conocían por el mote de “la cabrica”. De forma anecdótica se dice que su primera palabra fue «mamá». También se comenta que, de pequeña, Antoñita captaba las notas de la guitarra mediante las vibraciones y las palabras mediante la lectura de labios a su interlocutor. Tras este primer gran paso, decir su primera palabra, le siguieron muchas otras, siempre con gran determinación y esfuerzo por su parte pues tenía que recuperar todos esos años que había pasado en silencio.
Conforme La Singla fue creciendo, aprendió a bailar rumbas, fandangos, bulerías y flamenco en general con una gran maestría. Por esto mismo se llegó a decir, incluso, que era la heredera de Carmen Amaya.
Lo que más destacaba conforme la bailaora iba haciéndose más y más conocida, era su capacidad deslumbrante a la hora de bailar, teniendo en cuenta que su capacidad auditiva era reducida y que no comenzó a desarrollarse hasta años más tarde después de su nacimiento. La bailaora fue capaz de desarrollar su talento gracias a que pudo asimilar el compás de las palmas de su madre, haciéndolo suyo. Como el propio Yale dijo:
“¿Quién habla del baile ortodoxo, ajustado a unos cánones a un ritmo y a una cuadratura? ¡Zarandajas! La Singla estaba inventando el baile por alegrías. Sus tacones golpeaban el tablao como en un alarido angustioso. Como si, de repente, quisiera espantar el fantasma del hambre y de una niñez llena de silencio”.
Lo cierto es que La Singla comenzó a bailar al ver a su madre tocar las palmas, asimilando así el compás y transformándolo en un baile especialmente llamativo y cargado de sentimientos.
Se comenta que no habló con fluidez hasta la edad de 16 años y que siempre ha mantenido su personalidad infantil. Sin embargo, esto no impidió que cautivara a todas las audiencias tanto con su baile como con su perseverancia.
En 1968 se tiene constancia de una gran mejoría en su condición física.

### Carrera profesional
Antoñita La Singla comenzó a la temprana edad de 12 años a bailar en algunas tabernas de Barcelona. Su dominio de la danza la llevó a lo más alto, llegando a actuar en el Olympia de París, en Berlín y en Stuttgart, entre otras ciudades. Un dato muy interesante es que es reconocida por llevar pantalones a la hora de subir a un escenario y por el dramatismo de sus movimientos.
En 1960 lanzó su carrera profesional a lo más alto al participar en el proyecto grupal Festival Flamenco Gitano en el cual también participaron personalidades como Paco de Lucía, Camarón de la Isla y El Faraón, entre otros. Este evento fue idea de unos organizadores alemanes de festivales de Blues y de Gospel, que decidieron invertir en el flamenco y vio la luz en 1965, participando en numerosos programas televisivos más tarde. Además, el Festival Flamenco Gitano estuvo de gira por Europa y las Américas. El primero tuvo lugar en la capital alemana. Cabe destacar el hecho de que La Singla fue más famosa a nivel internacional que español.

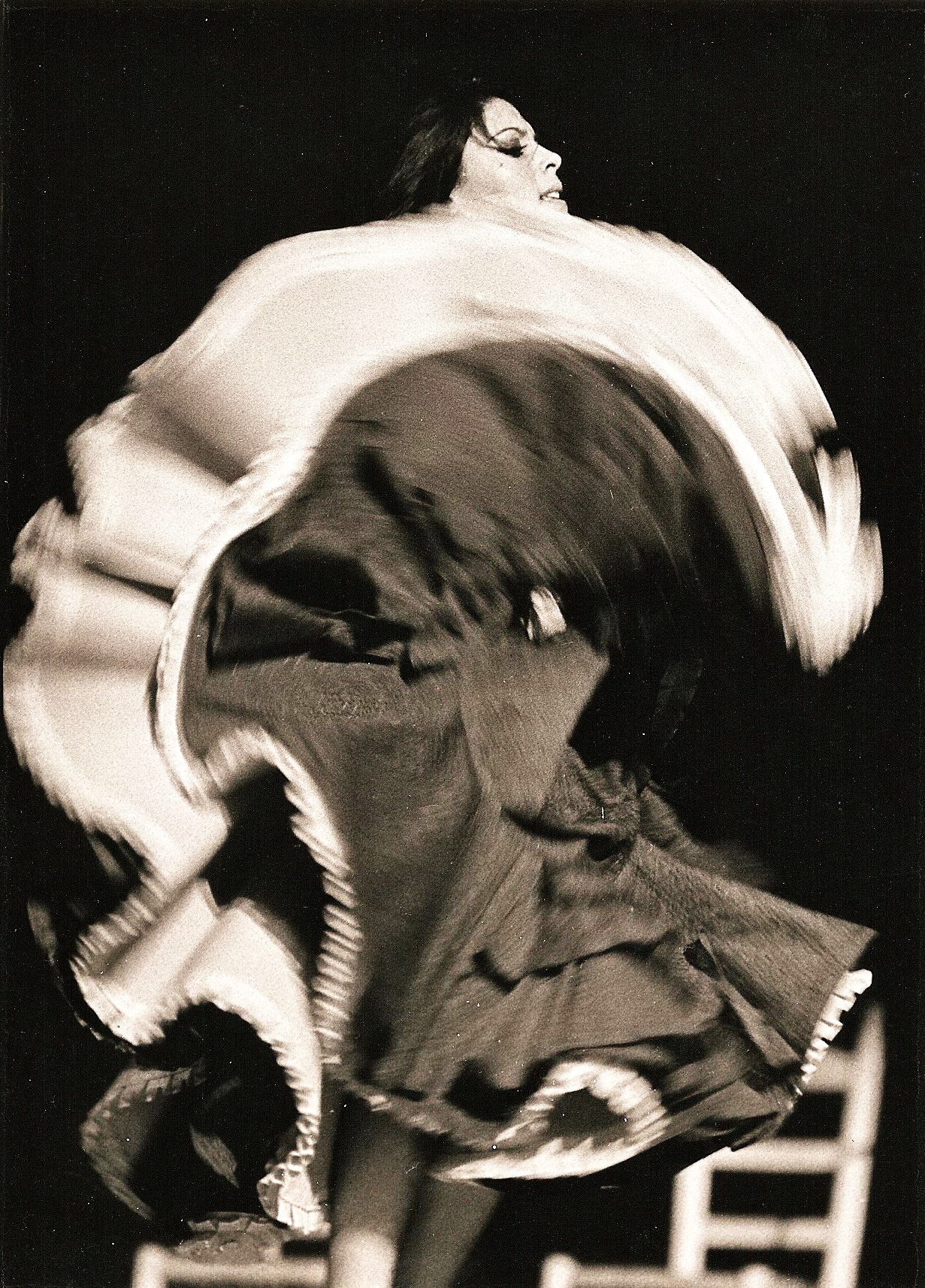
La Singla.

En 1963 participó como actriz y bailaora en la película Los Tarantos, dirigida por Francisco Rovira-Beleta y guionizada por Alfredo Mañas. La película está basada en una obra teatral del propio Alfredo Mañas y narra la crónica sobre el feroz enfrentamiento entre dos familias gitanas de Barcelona: “Los Tarantos” y “Los Zorongos”. En una boda, Rafael, el Taranto, conoce a Juana, La Zoronga. Los dos jóvenes, envueltos por la magia de la fiesta, se juran amor eterno con un pacto de sangre. Tras una noche de amor, descubren con desesperación que pertenecen a las dos familias rivales. La madre de Rafael, seducida por el embrujo del baile de Juana, supera el odio ancestral, pero el padre de Juana se niega aceptar el enlace. Como se puede observar, es una versión «gitana» de “Romeo y Julieta” del conocido autor británico William Shakespeare.
Antoñita La Singla participó en este largometraje como ‘Sole’, una bailaora más del clan, junto a Sara Lezana, Daniel Martín, Antonio Gades, Antonio Prieto, José Manuel Martín, Margarita Lozano, Juan Manuel Soriano. Además, gracias al rodaje de la película La Singla pudo conocer a Carmen Amaya, con quien se la comparaba. De hecho, se llegó a decir que Antoñita era su digna sucesora, ya que esta bailaora también era de Barcelona y La Singla había aprendido mucho de ella.
La obra llegó a alcanzar la nominación a los Oscar de Hollywood como mejor película de habla no inglesa, el actor de reparto Dani Martín ganó el Premio “Antonio Barbero” para noveles y consiguió la medalla CEC (Círculo de Escritores Cinematográficos) en 1963 a la mejor película. Aunque su carrera profesional fue corta, es innegable el hecho de que, sin duda, fue impresionante teniendo en cuenta sus orígenes y su condición.
Actualmente, la película ha quedado ya como casi un documental de la barriada de Somorrostro, hoy desaparecida; aunque se han realizado múltiples versiones de cine y teatro así como también un musical, el primer musical gitano escrito y dirigido por el dramaturgo Emilio Hernández al ritmo de la música de Chicuelo y Tomatito.
Otro de los hitos importantes en la carrera de Antoñita La Singla fue su actuación en Los Califas. Los Califas era un «Club flamenco» que abrió al público el 25 de diciembre de 1964, cuyo tablao flamenco se inauguró el 15 de octubre de 1965. Los dueños escucharon hablar de ella por medio del representante artístico Antonio Fernández, el cual aseguraba que La Singla contaba con la bendición del gran Salvador Dalí —y de su mujer Gala— y con el apoyo de Vicente Escudero —el mejor bailaor de todos los tiempos— que decía que era la imagen de la genial Carmen Amaya. A los pocos días estaba en Madrid dispuesta a debutar en “Los Califas”.
Según se cuenta, apareció de la mano de su padre con un aspecto aniñado pero con mucha personalidad. No traía guitarrista y en el mismo club le asignaron al profesional Pepín Salazar que ya le había acompañado en alguna ocasión anterior.
Evidentemente, no era fácil acompañar a “La Singla”, pues al no tener la audición y el habla recuperado en su totalidad bailaba de instinto, no oía a la guitarra o al cantaor. Se decía que ella iba a su aire y eran los demás lo que tenían que seguirla para dar la sensación de unidad.
Todo esto creó tal expectación que la sala del club de flamenco Los Califas se llenó de profesionales de la casa, se esperaba mucho de ella y La Singla superó todas las expectativas.

### Vejez
Uno de los hermanos de la artista, Juan José Singla Contreras, y el socio de este, Santiago Parra, inauguraron el 15 de abril de 2017 un tablao flamenco en Barcelona con el nombre de La Singla para rendirle un justo y merecido homenaje. La inversión económica fue de casi un millón de euros. El local está situado en el número 181 de la calle Marina, frente a la plaza de toros de La Monumental, y se trata del primer establecimiento de flamenco que abre en la ciudad en 30 años.
“Esto fue una estación de lavado de coches durante 50 años. Luego permaneció abandonado mucho tiempo. Nos ha costado mucho dinero y dos años arreglarlo”, explican sus colaboradores.
Hoy en día, La Singla vive en Santa Coloma de Gramanet, lejos de los tablaos. Allí, la artista lleva una vida tranquila con sus nietos.

## Familia
No es la única artista en la familia, ya que su hermano Juan José Singla Contreras es guitarrista y otras dos hermanas, conocidas como La Damiana y la Morita, son también bailaoras. De la misma forma, un sobrino de La Singla, Joaquín Gómez, más conocido como El Duende, es cantaor también.

## Sobre La Singla
En la edición 26 del Festival de Málaga, en marzo de 2023, se estrenó el documental La Singla, escrito y dirigido por Paloma Zapata y producido por La Fábrica Naranja.